# 5. Jahrhundert v. Chr.
Portal Geschichte | Portal Biografien | Aktuelle Ereignisse | Jahreskalender | Tagesartikel

◄ |
2. Jt. v. Chr. |
1. Jahrtausend v. Chr. |  

◄ |
7. Jh. v. Chr. |
6. Jh. v. Chr. |
5. Jahrhundert v. Chr. |
4. Jh. v. Chr. |
3. Jh. v. Chr. |
►

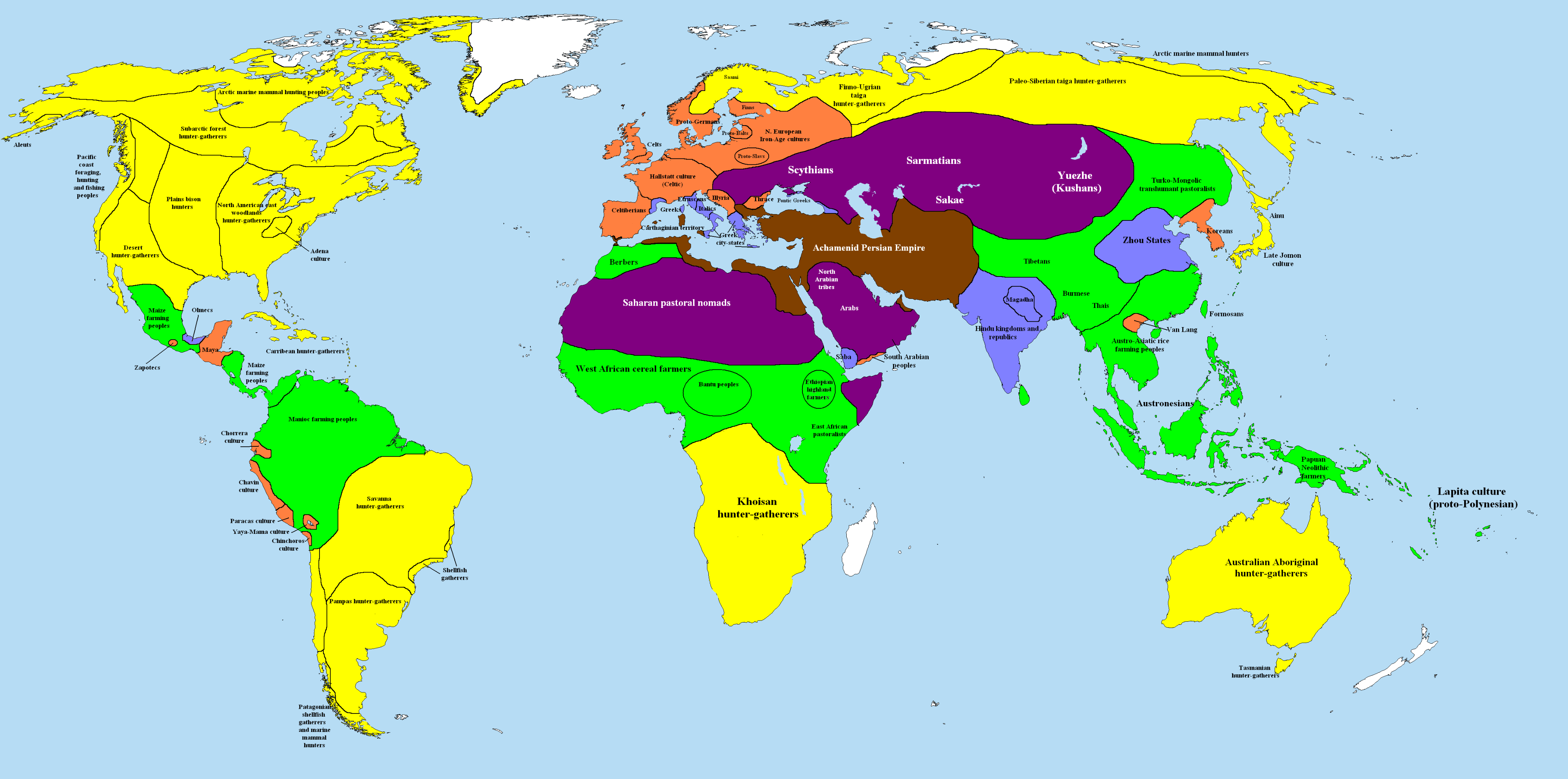
Globale territoriale Situation 500 v. Chr.

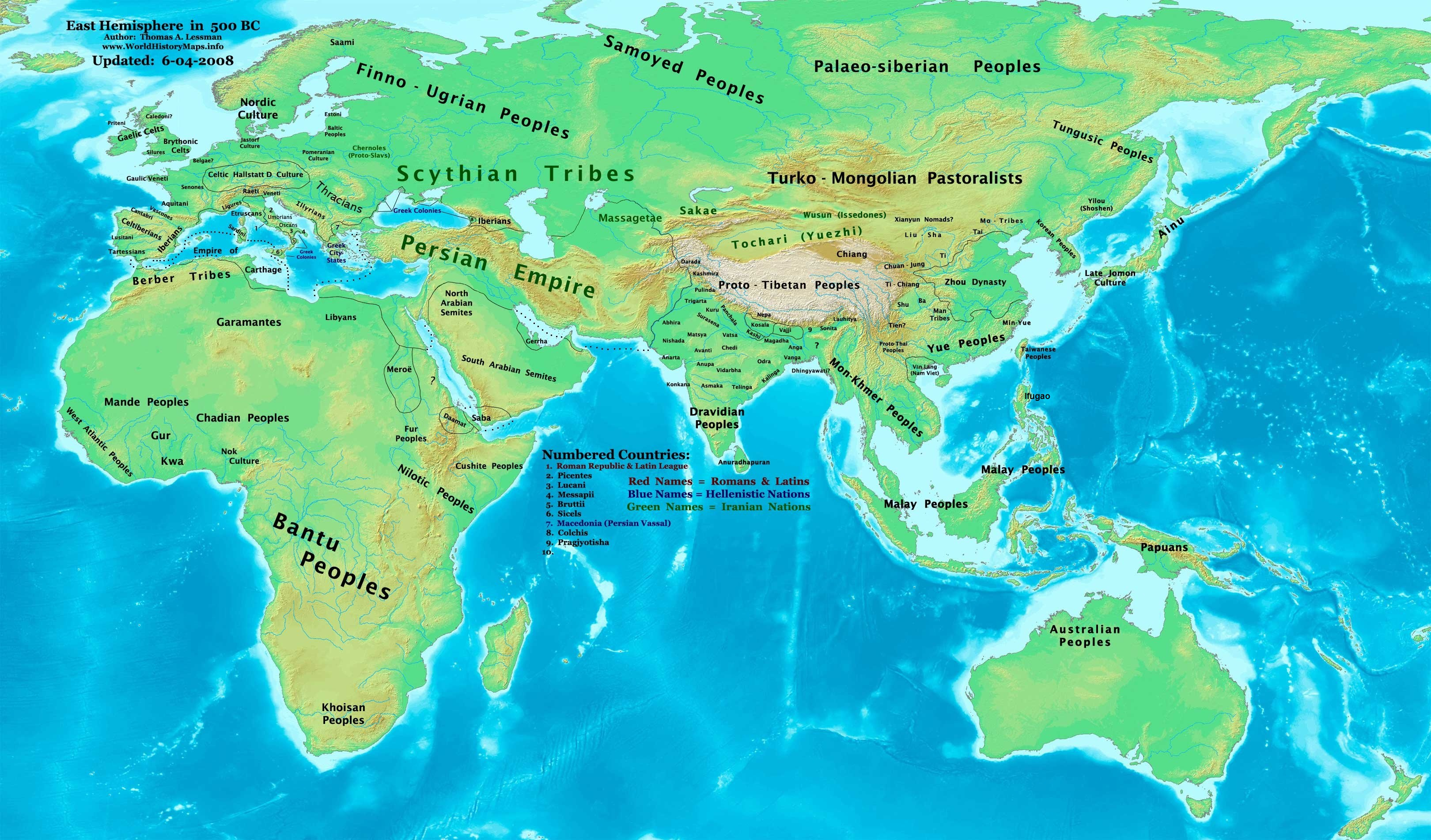
Die östliche Hemisphäre zu Beginn des 5. Jahrhunderts v. Chr.

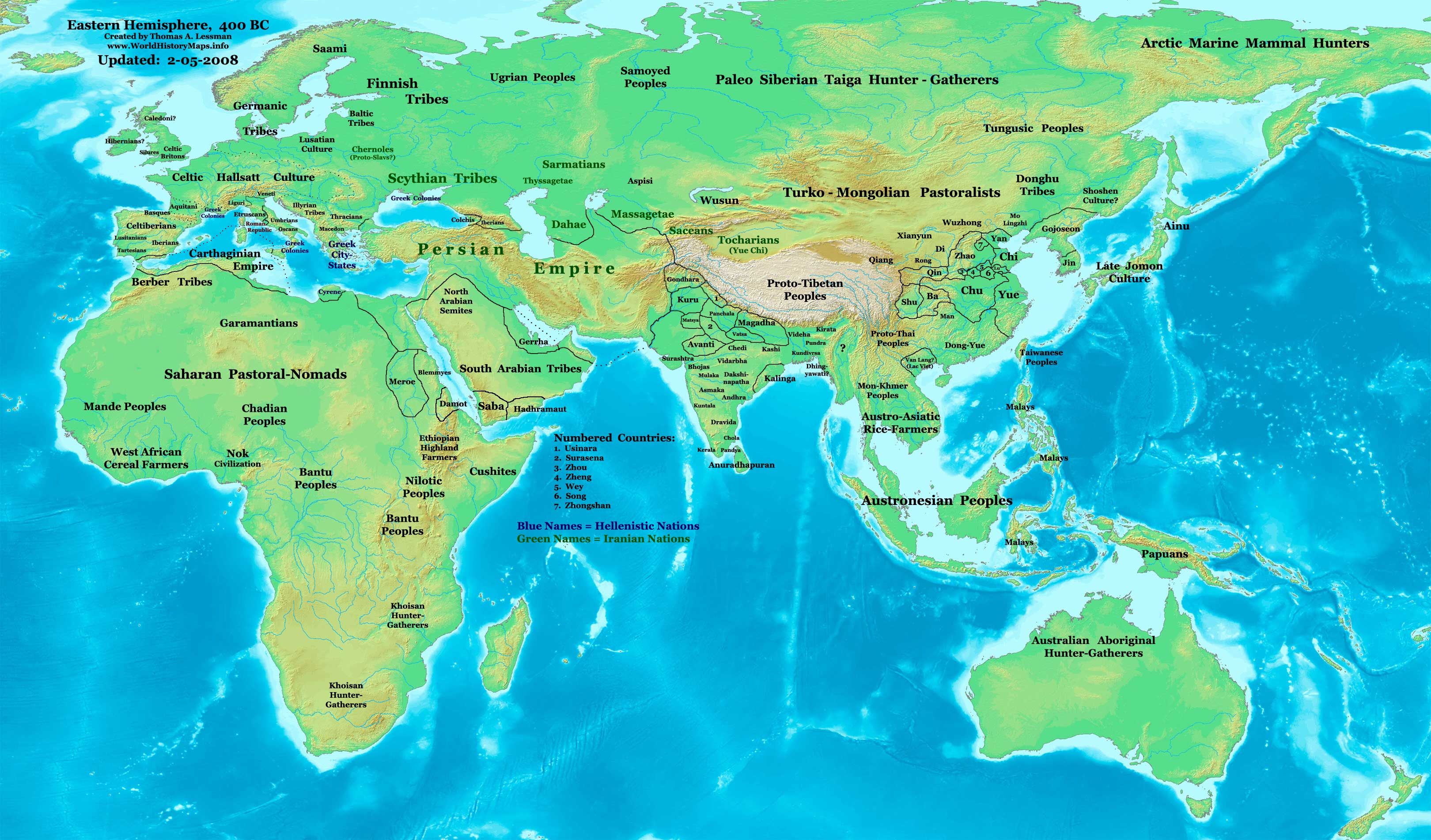
Die östliche Hemisphäre zu Ende des 5. Jahrhunderts v. Chr.

Das 5. Jahrhundert v. Chr. begann am 1. Januar 500 v. Chr. und endete am 31. Dezember 401 v. Chr.

## Zeitalter/Epoche
Blütezeit und beginnender Niedergang des antiken Griechenland.

## Ereignisse/Entwicklungen

### Griechenland
- Anfang des 5. Jahrhunderts v. Chr.: König Alexander I. von Makedonien wird Olympionike bei den Olympischen Spielen.
- Erste urkundliche Erwähnung Europas durch den Schriftsteller Hekataios von Milet
- 494 v. Chr.: Histiaios, Tyrann von Milet und Satrap des persischen Königs, geht gegen die nordägäischen Inseln Chios und Lesbos vor und belagert Thasos.

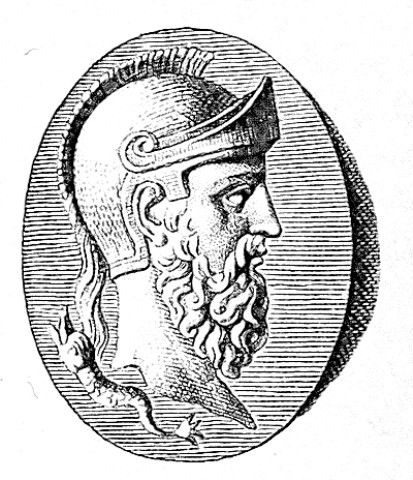
Themistokles zugeschriebene Abbildung

- 493 v. Chr.: Auf Initiative des Themistokles baut Athen seinen Hafen Piräus aus.
- 492 v. Chr.: Persischer Feldzug unter Mardonios nach Thrakien und Makedonien
- 490 v. Chr.: Persische Expedition unter Datis gegen Eretria und Athen
- 490 v. Chr., 12. September (traditionelle Datierung): Schlacht bei Marathon: Niederlage des persischen Heeres unter Datis gegen die attische Hoplitenarmee unter Miltiades. Die Legende vom Boten, der nach Athen eilt, um die Siegesnachricht zu überbringen, ist Grundlage des Marathonlaufs.

- 490 v. Chr.: Leonidas I. folgt seinem Halbbruder Kleomenes I. als König in Sparta.
- 489 v. Chr.: Erfolgloser Feldzug Athens unter Miltiades gegen Paros. Wegen dieser Niederlage wird Miltiades angeklagt und zu einer Gefängnisstrafe verurteilt; er stirbt bald darauf in Haft.
- 487 v. Chr.: Krieg zwischen Athen und Aigina (bis 481 v. Chr.)
- 487 v. Chr.: Die athenischen Archonten werden von nun an nach einer Vorwahl durch ein Losverfahren bestimmt; damit weitere Demokratisierung der Verfassung. Erste Verbannung eines Politikers (Hipparchos) durch Ostrakismos
- 482/481 v. Chr.: Themistokles betreibt in Athen ein Flottenbauprogramm und den Ausbau eines Kriegshafens im Piräus. Seine politischen Gegner müssen nach Ostrakismos in die Verbannung: Megakles (486 v. Chr.), Xanthippos (484 v. Chr.) und Aristeides (483 v. Chr.). Die Theten werden zum Kriegsdienst zugelassen.
- 481 v. Chr.: Auf einer Konferenz in Korinth wird in Erwartung des persischen Angriffs ein panhellenischer Kampfbund (Symmachie) verabredet.

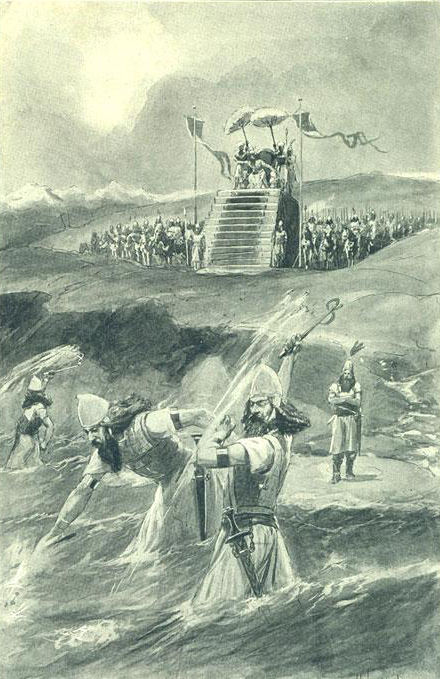
Xerxes lässt am Hellespont das Meer auspeitschen

- 480 v. Chr., Frühjahr: Perserkönig Xerxes I. zieht mit einem Heer von über 100.000 Mann nach Griechenland.
- 480 v. Chr., 11. August: Erste Schlacht bei den Thermopylen, gleichzeitig Seeschlacht von Kap Artemision. Spartanerkönig Leonidas fällt samt seiner 300 Mann starken Leibgarde und ca. 1.000 Thespiern bei der Sicherung des Thermopylenpasses, um den Rückzug des griechischen Bündnisheeres und die Loslösung der griechischen Flotte vom Feind zu sichern, danach Plünderung Athens durch die Perser, Zerstörung der Akropolis.
- 480 v. Chr., September: Seeschlacht von Salamis. Der Athener Themistokles lockt die Persische Flotte in einen Hinterhalt im Sund der Insel Salamis. Die griechische Flotte ist mit ihren Ruderschiffen der weit größeren Flotte der Perser, die auf engem Raum nur schwerfällig operieren kann, überlegen.
- 479 v. Chr., 27. August: An oder um diesen Tag gelingt es den Griechen, durch den Sieg in der Schlacht von Platää und der annähernd gleichzeitigen Seeschlacht von Mykale die Perser aus Griechenland zu vertreiben. Der weitere Verlauf der Perserkriege gefährdet die griechischen Kleinstaaten nicht mehr ernsthaft.
- 479 v. Chr.: Verlust der persischen Seeherrschaft, Aufstieg Athens
- 479 v. Chr.: Bau der Stadtmauer von Athen gegen den Einspruch der Spartaner

Der delisch-attische Seebund, kurz vor Ausbruch des Peloponnesischen Kriegs

- 477 v. Chr.: Der Stadtstaat Athen gründet den Delisch-Attischen Seebund.
- 477 v. Chr.: Pausanias, Sieger von Platää, geht, nachdem er in Sparta der Konspiration mit den Persern verdächtigt wird, nach Byzanz, wo er bis 471 v. Chr. herrscht.
- 476 v. Chr.: Archidamos II. wird König in Sparta.
- 475 v. Chr.: Eion in Thrakien wird Mitglied des Attischen Seebundes. Der Bund unterwirft außerdem die Insel Skyros und die Stadt Karystos auf Euböa.
- 472 v. Chr.: Aufführung des Dramas Die Perser von Aischylos.
- Um 471 v. Chr.: Themistokles wird durch Ostrakismos aus Athen verbannt; er flieht zu den Persern, die ihn zum Satrapen in Magnesia machen.

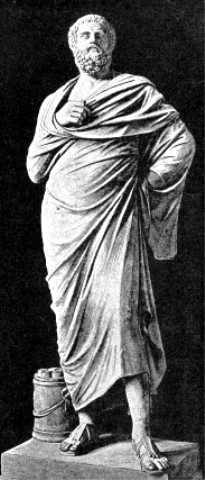
Sophokles

- 468 v. Chr.: Sophokles gewinnt in Athen einen Dichterwettstreit gegen Aischylos.
- Um 467 v. Chr.: Die Insel Naxos fällt vom Attischen Seebund ab.
- Um 466 v. Chr.: Schlacht am Eurymedon: Sieg der Athener unter Kimon über die Perser in einer kombinierten Land- und Seeschlacht an der Küste Pamphyliens
- 465/463 v. Chr.: Die Insel Thasos fällt vom Attischen Seebund ab. Sie wird nach einigen Jahren gewaltsam unterworfen.
- 464 v. Chr.: Niederlage des Attischen Bundes gegen die thrakischen Edoner bei Drabeskos, nachdem die Athener an der Küste die Kolonie Amphipolis errichtet hatten.
- 464 v. Chr.: Schweres Erdbeben in Sparta, über 20.000 Todesopfer. Die Heloten nutzen die Lage zum Aufstand gegen Sparta: 3. Messenischer Krieg.
- 463 v. Chr., 30. April: Totale Sonnenfinsternis in Süditalien und Nordgriechenland
- 462/461 v. Chr.: Demokratische Reformen des Ephialtes in Athen: der Areopag wird weitgehend entmachtet, seine Befugnisse gehen an den Rat der 500 und die Volksversammlung über.

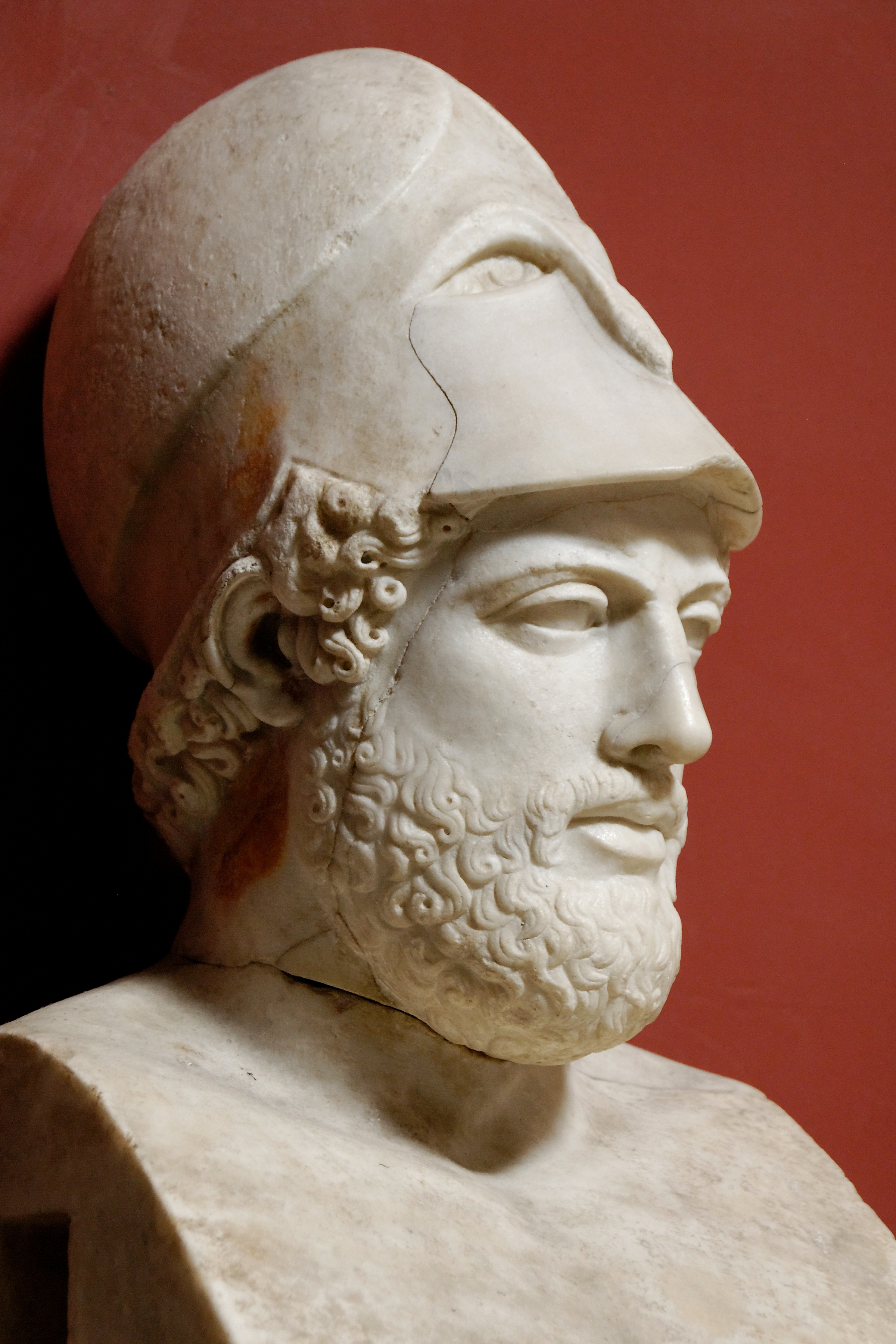
Büste des Perikles

- 461 v. Chr.: Entfremdung zwischen Athen und Sparta: Der Vertreter der Aristokraten in Athen, Kimon, hatte ein spartanisches Hilfsgesuch gegen die aufständischen Heloten angenommen und 4.000 Hopliten in Marsch gesetzt. Als Ephialtes in Athen demokratische Reformen einführt, schickt Sparta die athenischen Hilfstruppen zurück aus Furcht vor der Ausbreitung demokratischer Ideen. In Athen verfällt Kimon daraufhin dem Ostrakismos, die Demokraten setzen sich hier durch, auch wenn Ephialtes im selben Jahr von Anhängern Kimons ermordet wird. Sein Werk setzt Perikles fort, der mit der Einführung von Tagegeldern (Diäten) die Unabhängigkeit der Mitglieder des Rats und der Gerichte sichert. Athen besetzt Pagai als Hafenstadt.
- Um 460 v. Chr.: Nach ihrer Niederlage im 3. Messenischen Krieg gegen Sparta werden die Messener mit athenischer Hilfe in Nafpaktos angesiedelt. Athen verbündet sich mit Megara und Thessalien, Sparta mit Ägina und Korinth.

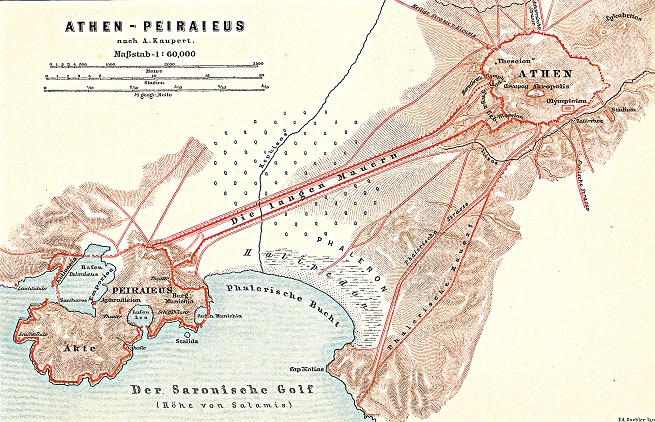
Lange Mauern zwischen Athen und dem Hafen Piräus

- 460–457 v. Chr.: Bau der Langen Mauern zwischen Athen und Piräus
- 458 v. Chr.: Aufführung der Orestie des Aischylos
- 458–450 v. Chr.: Reformen unter Perikles
- 457 v. Chr.: Fertigstellung des Zeustempels von Olympia
- 457 v. Chr.: Für Athen ergibt sich eine kritische Lage durch das Bündnis Spartas mit Theben. Es kommt zum Ersten Peloponnesischen Krieg: Sieg der Spartaner bei Tanagra, dem aber ein athenischer Sieg über Böotien bei Oinophyta folgt. Athen erlangt für rund zehn Jahre die Herrschaft über Böotien, Phokis und Lokris.
- 456 v. Chr.: Ägina wird gezwungen, Mitglied des Attischen Seebunds zu werden und Athen seine Flotte auszuliefern.
- 455 v. Chr.: Flottenexpedition des athenischen Feldherrn Tolmides nach Zakynthos und Kefalonia, die als Verbündete Athens gewonnen werden.
- 454 v. Chr.: Ägyptische Katastrophe: Eine 200 Schiffe starke athenische Hilfsflotte, die Inaros, den Sohn des früheren ägyptischen Königs Psammetich III., dabei unterstützen wollte, die persische Fremdherrschaft abzuschütteln, wird bei der Insel Propositis im Nildelta von den Persern aufgerieben. Als Reaktion verlegt Athen die Bundeskasse des Seebunds von Delos nach Athen.
- 451 v. Chr.: Kimon, der aus der Verbannung zurückkehrt, vermittelt einen fünfjährigen Waffenstillstand zwischen Athen und Sparta.
- Um 450 v. Chr.: Sieg der griechischen Flotte über die Perser bei Salamis (Zypern)
- 449 v. Chr.: Kalliasfriede: Das Perserreich schließt einen Kompromissfrieden mit Athen. Umwandlung des attischen Seebundes in ein Herrschaftsinstrument.
- Um 448 v. Chr.: Phidias vollendet die 9 m hohe Bronzestatue der Athene im Parthenon-Tempel der Athener Akropolis.
- 447 v. Chr.: Ein von Perikles nach Athen einberufener panhellenischer Friedenskongress scheitert am Widerstand Spartas.
- 447 v. Chr.: Erhebung Böotiens gegen Athen. Schlacht von Koroneia: Die Athener werden aus Mittelgriechenland verdrängt.
- 446 v. Chr.: Euböa, Megara, Andros und Naxos fallen vom Attischen Bund ab.
- 446 v. Chr.: Athen und Sparta schließen einen befristeten Frieden auf 30 Jahre auf der Basis des Status quo: Gegenseitige Anerkennung der Herrschaftsbereiche.

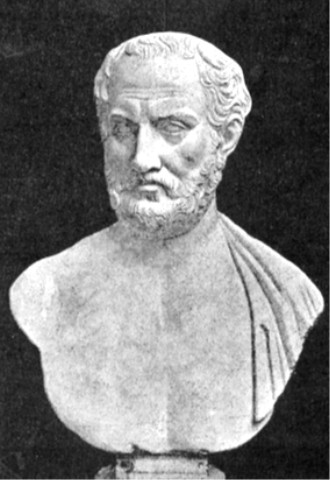
Thukydides

- 443 v. Chr.: Perikles lässt seinen wichtigsten politischen Gegner, Thukydides, durch Ostrakismos unschädlich machen. Bis zum Peloponnesischen Krieg hat Perikles in der athenischen Demokratie eine unangefochtene Machtstellung inne („Perikleisches Zeitalter“). Blüte der Kunst durch staatliche Bauaufträge; Alimentierung der Bevölkerung Athens, finanziert aus Tributzahlungen der Bundesgenossen.
- 442 v. Chr.: Die Antigone von Sophokles wird aufgeführt.
- 440 v. Chr.: Abfall von Samos vom Attischen Bund, das die Insel gewaltsam unterwirft.
- 438 v. Chr.: Vollendung des Parthenon-Tempels.
- 438 v. Chr.: Der griechische Bildhauer Phidias beginnt mit der Arbeit an der Zeus-Statue im Zeustempel von Olympia.
- 437/436 v. Chr.: Ansiedlung athenischer Siedler im thrakischen Amphipolis
- Um 436 v. Chr.: In einem internen Konflikt der Stadt Epidamnos ruft die demokratische Partei Korinth, die oligarchische Partei Kerkyra zu Hilfe.
- 434 v. Chr.: Methone am Thermäischen Golf gerät unter die Kontrolle Athens.
- 433 v. Chr.: Besorgt um die Flottenaufrüstung Korinths ergreift Athen Partei für Kerkyra. Daraufhin wendet sich Korinth an Sparta. Zwischen Kerkyra und Korinth kommt es zur Seeschlacht bei den Sybota-Inseln, die Korinth für sich entscheidet, ohne es zu wagen, auf Kerkyra zu landen.
- 433 v. Chr.: Athen verhängt ein Handelsverbot gegen seinen alten Rivalen Megara (Megarisches Psephisma).
- 432 v. Chr.: Athen geht gegen die korinthische Kolonie Potidaia in der Chalkidike vor; es kann die Truppen Potidaias und Korinths in der Schlacht von Potidaia besiegen.
- 431–403 v. Chr.: Peloponnesischer Krieg
- 431–421 v. Chr.: Archidamischer Krieg
- 431 v. Chr., Frühjahr: Der Peloponnesische Krieg beginnt mit dem Angriff Thebens, einem Verbündeten Spartas, auf Platää.
- 430 v. Chr.: Typhusepidemie in Athen

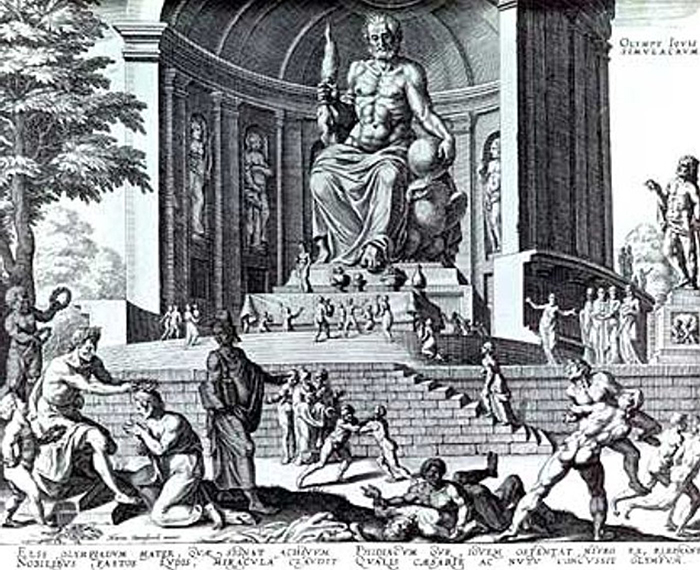
Statue des Zeus

- Um 430 v. Chr.: Phidias vollendet seine Zeus-Statue von Olympia, eines der Sieben Weltwunder.
- 429 v. Chr.: Die Athener können Potidaia nach langer Belagerung einnehmen, werden jedoch in der Schlacht von Spartolos besiegt. In der See-Schlacht von Naupaktos gelingt der athenischen Flotte ein Sieg über die Flotte der Spartaner und Korinther. Nachdem Perikles an Typhus gestorben war, leitet Kleon die athenische Politik.
- 429–427 v. Chr.: Belagerung von Plataiai; nach der Einnahme durch die Spartaner werden die Verteidiger hingerichtet.
- 428 v. Chr.: Mytilini auf Lesbos sagt sich von Athen los, wird von diesem aber wieder unterworfen.
- 427 v. Chr.: Erste Sizilische Expedition der Athener
- 426 v. Chr.: In der Schlacht von Tanagra gelingt Athen ein Sieg über die Thebaner. In der Schlacht von Olpai am Golf von Ambrakia gelingt Athen ein Sieg über Sparta.
- 425 v. Chr.: Ein schweres Erdbeben erschüttert Athen, tausende Todesopfer.
- 425 v. Chr.: Den Athenern gelingen im Südwesten Messeniens bei Pylos und der Insel Sphakteria wichtige Siege gegen die Spartaner. 120 spartiatische Vollbürger geraten in Gefangenschaft.
- 424 v. Chr.: Spartanische Heeresreform des Brasidas. Mit einem Feldzug nach Thrakien gelingt es Brasidas, die dortigen Küstenstädte zum Abfall von Athen zu bewegen. Thukydides wird verantwortlich gemacht für den Verlust von Amphipolis und in die Verbannung geschickt. In der Schlacht von Delion siegt Böotien über die Athener.
- 422 v. Chr.: Schlacht von Amphipolis: Sieg der Spartaner unter Brasidas über die Athener unter Kleon; der Tod der beiden Feldherren macht den Weg zum Frieden frei.
- 421 v. Chr.: Der Nikiasfrieden führt zu einer mehrjährigen Unterbrechung Pause im Peloponnesischen Krieg. Die Kampfhandlungen gehen auf Nebenschauplätzen weiter.
- 420 v. Chr.: Athen schließt ein Bündnis mit Argos, Mantinea und Elis, das gegen Sparta gerichtet ist.
- 419 v. Chr.: Sparta greift Argos an.
- 418 v. Chr.: Schlacht von Mantineia: Sieg der Spartaner über Argos und Athen
- 416 v. Chr.: Athen unterwirft das abgefallene Melos, die männliche Bevölkerung wird erschlagen, Frauen und Kinder versklavt (siehe: Melierdialog).

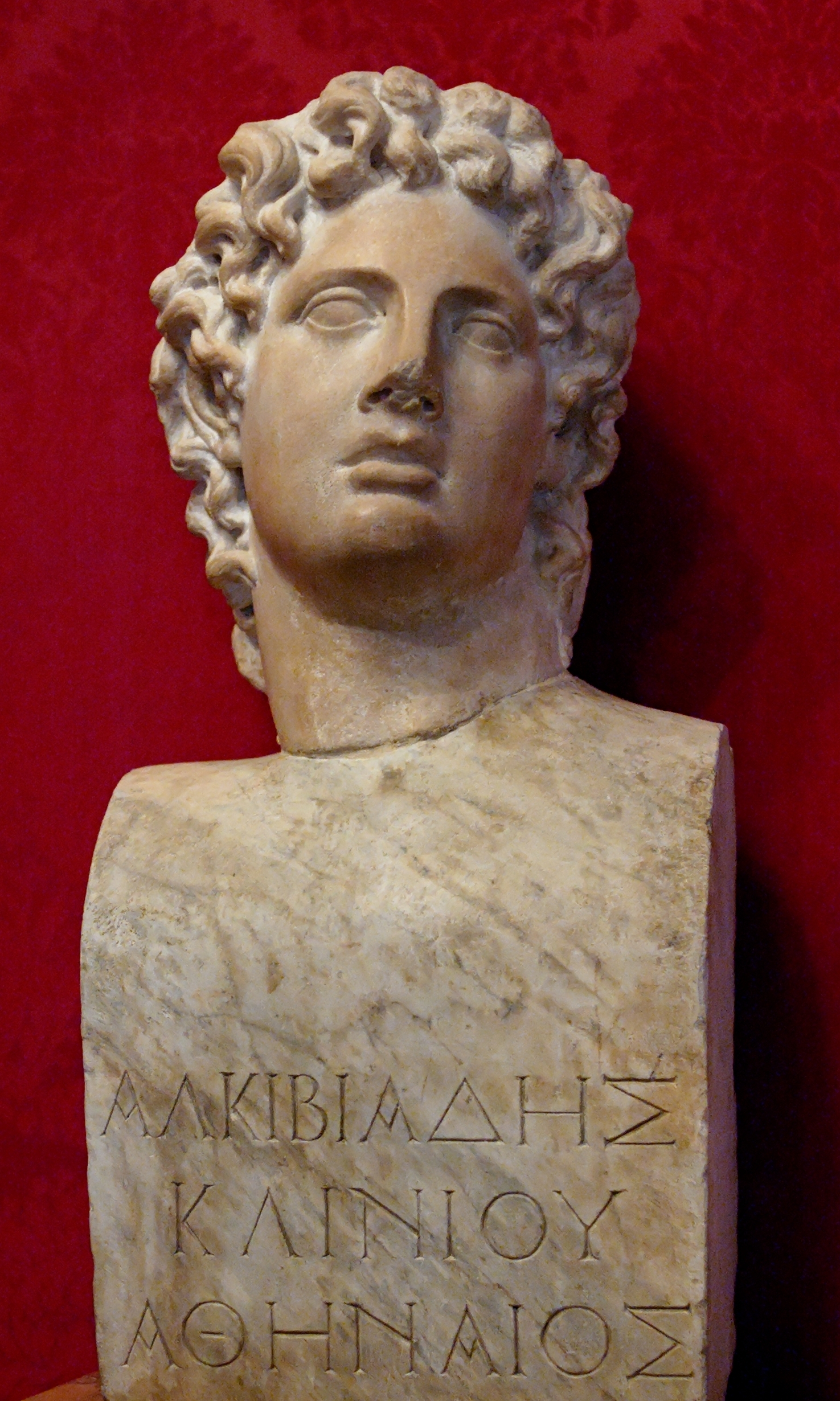
Idealporträt des Alkibiades (Marmorbüste, 4. Jh. v. Chr.)

- 415 v. Chr.: Athen beschließt eine Expedition nach Sizilien unter den Feldherren Nikias, Alkibiades und Lamachos.
- 415 v. Chr., 11. Mai: In Athen werden am Morgen marmorne Statuen des Gottes Hermes mit abgeschlagenem Kopf vorgefunden. In der Nacht wurde von unbekannter Hand der so genannte Hermenfrevel begangen. Verdächtigt wird deswegen der Feldherr Alkibiades, der später angeklagt wird und von Sizilien nach Sparta flieht.
- 414 v. Chr.: Beginn der Belagerung von Syrakus durch die Athener
- 413 v. Chr.: Entsendung eines zweiten Heeres nach Syrakus unter den Strategen Demosthenes und Eurymedon. Niederlage und Gefangennahme der Athener vor Syrakus.
- 413 v. Chr.: Beginn des Dekeleischen Krieges; Sparta erobert die Festung Dekeleia in Attika.
- 413 v. Chr.: Archelaos I. wird König von Makedonien.
- 412 v. Chr.: Sparta gewinnt Persien als Bündnispartner, von dem es Hilfsgelder bekommt; dafür gibt Sparta die ionischen Städte Kleinasiens preis.
- 412 v. Chr.: Klazomenai fällt von Athen ab und wird von diesem wieder unterworfen.
- 411 v. Chr.: In Athen ergreift der oligarchische Rat der Vierhundert die Macht, dieser wird jedoch noch im selben Jahr gestürzt. Die Demokratie wird gestärkt, das allgemeine Klagerecht eingeführt. See-Schlacht von Syme zwischen Athen und Sparta endet unentschieden. Athen besiegt Sparta in der See-Schlacht von Kynossema am Hellespont.

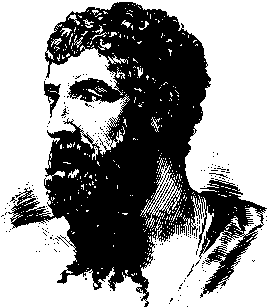
Aristophanes

- 411 v. Chr.: Aristophanes schreibt die pazifistische Komödie Lysistrata.
- 410 v. Chr.: Sieg Athens über Sparta bei Kyzikos. Ein spartanisches Friedensangebot wird abgelehnt.
- 410 v. Chr.: Erfolgloser Umsturzversuch der oligarchischen Partei in Kerkyra
- 409 v. Chr.: Athen versucht vergeblich, Ephesos einzunehmen.
- 409 v. Chr.: Pausanias wird König in Sparta.
- 408 v. Chr.: Alkibiades erobert Chalkedon und Byzanz für Athen zurück. Nach seinen militärischen Erfolgen am Hellespont und Bosporus hält Alkibiades triumphalen Einzug in Athen und wird zum Strategen gewählt. Beginn der Belagerung von Andros.
- 407 v. Chr.: Die Athener gewinnen Abdera und Thasos zurück.
- 407 v. Chr.: In Sparta übernimmt Lysander die Kriegsführung. Den Spartanern gelingt in der Schlacht von Notion nahe Ephesos ein bedeutender Seesieg über Athen. Alkibiades wird seiner Ämter enthoben.
- 406 v. Chr.: Schlacht-bei-den-Arginusen-Inseln: Die größte Seeschlacht des Peloponnesischen Krieges können die Athener gegen die Spartaner für sich entscheiden. Im Arginusenprozess verurteilt dann aber Athen seine eigenen Strategen wegen unterlassener Rettung Schiffbrüchiger zum Tode.
- 405 v. Chr.: In der Schlacht bei Aigospotamoi am Hellespont gelingt den Spartanern handstreichartig die Vernichtung der athenischen Flotte. Die Spartaner beginnen daraufhin mit der Belagerung Athens, das nun von Nahrungsmitteltransporten übers Meer abgeschnitten ist.
- 404 v. Chr.: Athen kapituliert vor Sparta; Auflösung des Seebundes. Schleifung der Langen Mauern; Hegemonie Spartas, das die übrigen Stadtstaaten zur Heeresfolge verpflichtet. In Athen führt Sparta die Oligarchie (Herrschaft der Dreißig) ein.
- 403 v. Chr. Wiederherstellung der Demokratie in Athen. Amtliche Einführung des milesischen Alphabets in Athen.
- 402 v. Chr., 18. Januar: Totale Sonnenfinsternis in Griechenland
- 401 v. Chr.: Agesilaos II. wird König in Sparta.

### Italien
- 500 v. Chr.: Tarent ist eine Monarchie.
- 498 v. Chr.: Der Tyrann Hippokrates von Gela auf Sizilien unterwirft die Nachbarstadt Leontinoi.
- 497 v. Chr.: Einsetzung der Saturnalien
- 496 v. Chr.: Sieg der Römer über die Latiner in der Schlacht am Regillus lacus
- 494 v. Chr.: Auszug der Plebejer auf den Mons Sacer („secessio plebis“). Die Patrizier geben nach: In Rom wird das Amt des Volkstribuns eingeführt.
- 493 v. Chr.: Ein Bündnisvertrag zwischen Latinern und Römern beendet den Ersten Latinerkrieg. Rom muss die Autonomie der Latinerstädte anerkennen, hat im Bund aber den Oberbefehl. Der (wohl legendären) Überlieferung zufolge erobern die Römer unter Coriolanus die volskische Stadt Corioli, südlich der Albaner Berge.
- 491 v. Chr.: Gelon von Syrakus wird Tyrann im sizilischen Gela.
- 486 v. Chr.: Die Herniker schließen sich der latinischen Wehrgemeinschaft unter Führung Roms an.
- 485 v. Chr.: Gelon, Tyrann in Gela, wird Herrscher in Syrakus; in Gela setzt er seinen Bruder Hieron als Tyrannen ein.
- 482–474 v. Chr.: Erster Krieg zwischen Rom und Veji
- 480 v. Chr., Herbst: Schlacht bei Himera; angeblich am Tag der Schlacht von Salamis besiegten die griechischen Truppen von Syrakus unter Gelon die mit den Persern verbündeten Karthager unter Hamilkar und verhinderten damit die Eroberung Siziliens durch Karthago.
- 477 v. Chr.: Die Römer unterliegen im Krieg gegen Veji.

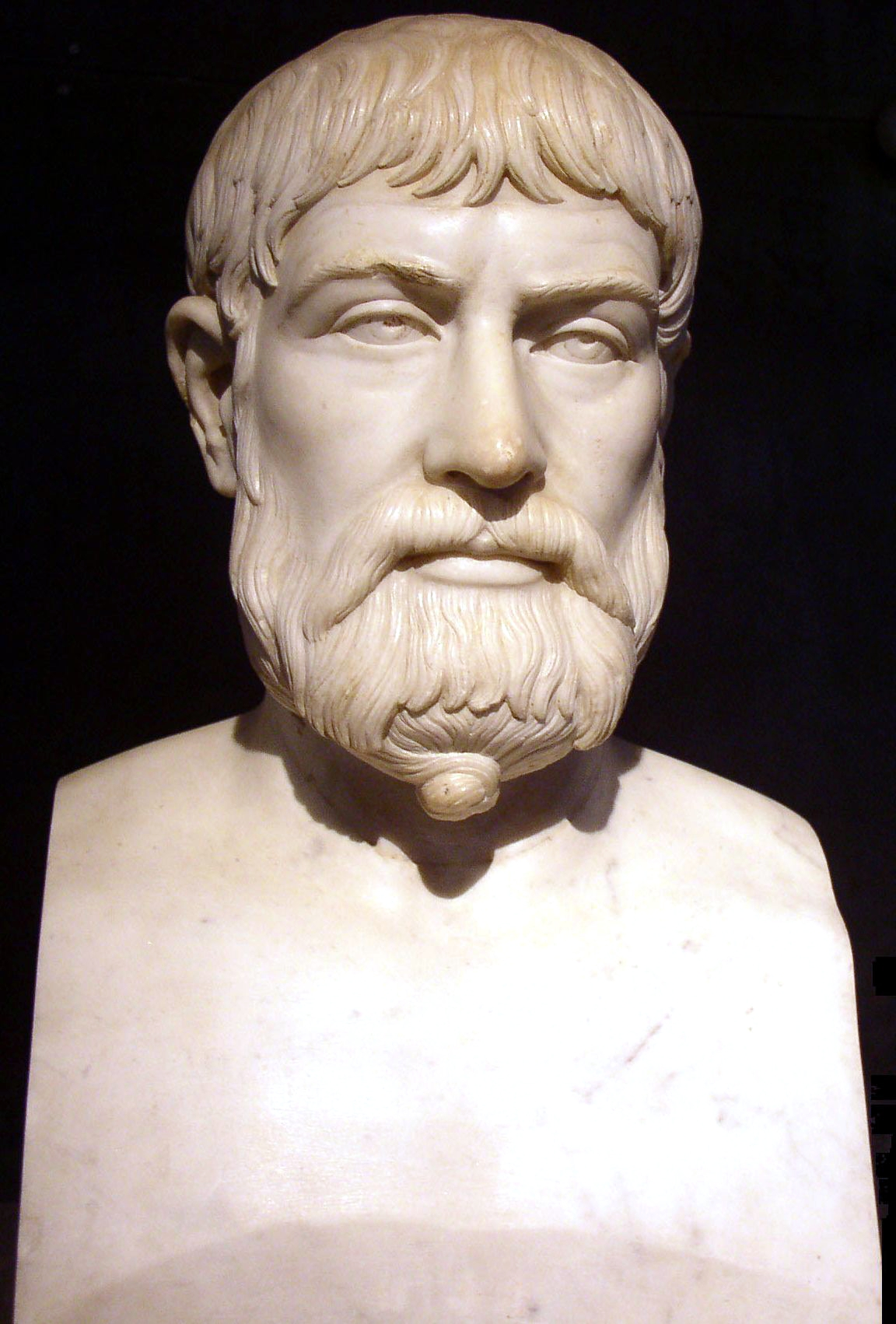
Büste Pindars

- 476 v. Chr.: Der größte griechische Chorlyriker Pindar wird an den Hof des Tyrannen Hieron I. nach Syrakus berufen.
- 474 v. Chr.: Seeschlacht vor Kyme, die Etrusker unterliegen den Griechen und verlieren ihren Einfluss in Süditalien.
- 466 v. Chr.: Die illyrischen Japyger siegen über die griechische Stadt Tarent, wo die aristokratische Herrschaft der Pythagoreer abgeschüttelt und die Demokratie eingeführt wird.
- 460 v. Chr.: Cincinnatus wird Konsul der Römischen Republik.
- 458 v. Chr.: Der Überlieferung zufolge wird Cincinnatus kurzzeitig zum Diktator der Römischen Republik gemacht, um die Aequer abzuwehren, die er am Mons Algidus besiegt.
- 454 v. Chr.: Krieg zwischen den sizilischen Städten Segesta und Selinunt
- 451 v. Chr.: Die Römische Republik beruft ein Zehn-Männer-Kollegium (Decemvirat) ein, dessen Aufgabe die Kodifizierung des geltenden Rechts ist (Decemviri legibus scribundis).
- 450 v. Chr.: Die Decemviri erstellen das Zwölftafelgesetz als Gesetzessammlung der Römischen Republik.
- 443 v. Chr.: Gründung der griechischen Kolonie Thurioi in Süditalien
- 443 v. Chr.: In Rom wird das Amt des Censors eingeführt.
- 439 v. Chr.: Der Überlieferung zufolge wird Cincinnatus erneut zum Diktator der Römischen Republik berufen.
- 432 v. Chr.: Griechische Kolonisten aus Tarent und Thurii gründen Herakleia.

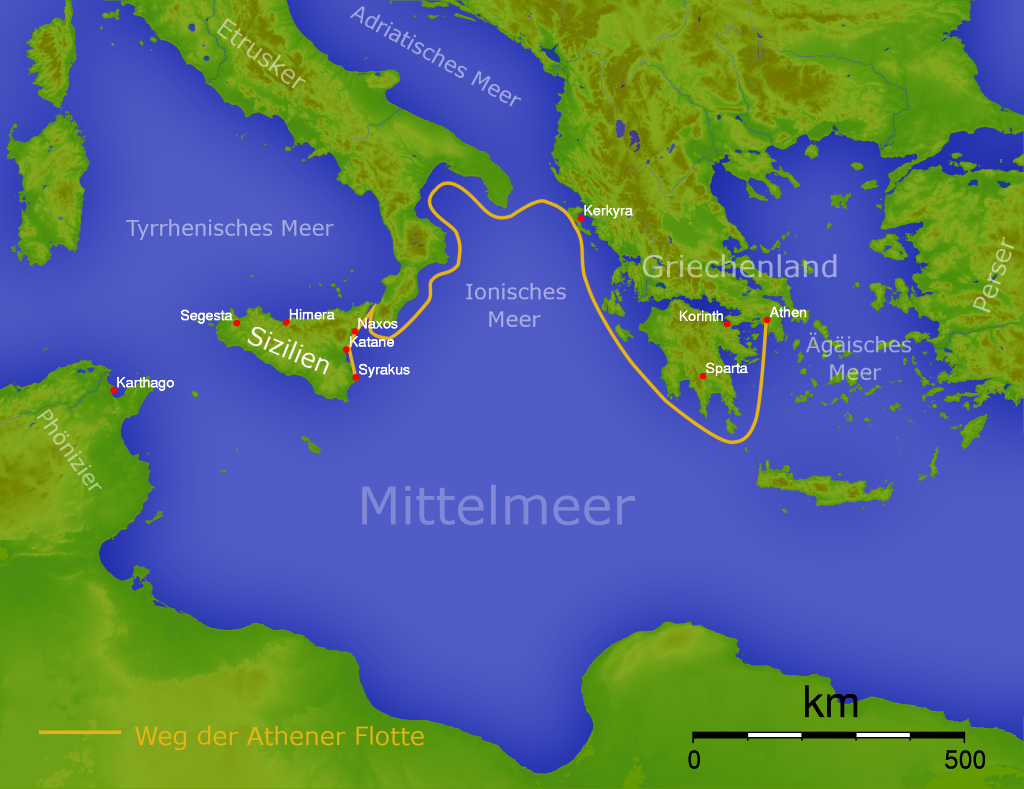
Der Weg der athenischen Flotte, die Trieren waren nicht hochseetauglich, man fuhr daher in Küstennähe

- 424–420 v. Chr.: Die Samniten bringen Kampanien unter ihre Herrschaft.
- 415–413 v. Chr.: „Sizilianische Expedition“. Athen unterstützt Segesta gegen Syrakus und Selinunt; Belagerung von Syrakus.
- 414 v. Chr.: Die Römer erobern unter Marcus Postumius Regillensis die aequische Stadt Bolae.
- 413 v. Chr.: Die athenische Flotte wird im Hafen von Syrakus vernichtet.
- 409 v. Chr.: Feldzug des Karthagers Hannibal Mago auf Sizilien gegen die Griechen. Selinunt und Himera werden dabei zerstört.
- 406 v. Chr.: Die Karthager erobern Akragas.
- 406 v. Chr.: Beginn des zehnjährigen Krieges zwischen Rom und Veji
- 405 v. Chr.: Dionysius I. macht sich zum Tyrannen von Syrakus und organisiert den Widerstand gegen die Karthager auf Sizilien.

### Vorderasien
- 500–494 v. Chr.: Ionischer Aufstand gegen die Perser. Milet wird Machtzentrum.
- 499 v. Chr.: Nachdem ein Feldzug des Tyrannen von Milet, Aristagoras, der Vasall Persiens ist, gegen die Insel Naxos gescheitert ist, stiftet er aus Angst vor persischer Bestrafung seine Stadt Milet zur Rebellion gegen Persien an. Da sich weitere Griechenstädte an der kleinasiatischen Westküste (und auch Zypern) anschließen, weitet sich die Aktion zum Ionischen Aufstand aus. Ein erster Erfolg gelingt den Griechen mit der Eroberung von Sardes, des Sitzes des örtlichen persischen Satrapen, doch werden sie auf dem Rückweg bei Ephesos von den Persern geschlagen. Auf einen Hilferuf an die Städte Griechenlands reagieren nur Athen und Eretria mit der Entsendung von 20 bzw. 5 Schiffen.
- 497 v. Chr.: Persien eroberert Zypern im Rahmen des Ionischen Aufstandes zurück.
- 494 v. Chr.: Entscheidende Niederlage der Griechen im Ionischen Aufstand in der Seeschlacht bei Lade. Zerstörung Milets durch die Perser.
- 486 v. Chr.: Xerxes I. wird persischer Großkönig als Nachfolger des Dareios.
- 465 v. Chr.: Nach Thronwirren infolge des Todes Xerxes’ I. wird Artaxerxes I. schließlich neuer Großkönig der Perser.
- 457 v. Chr.: Befehl zum Wiederaufbau Jerusalems durch Artaxerxes.
- 423 v. Chr.: Dareios II. wird Großkönig von Persien.
- 404 v. Chr.: Artaxerxes II. wird als Nachfolger des Dareios II. Großkönig von Persien.

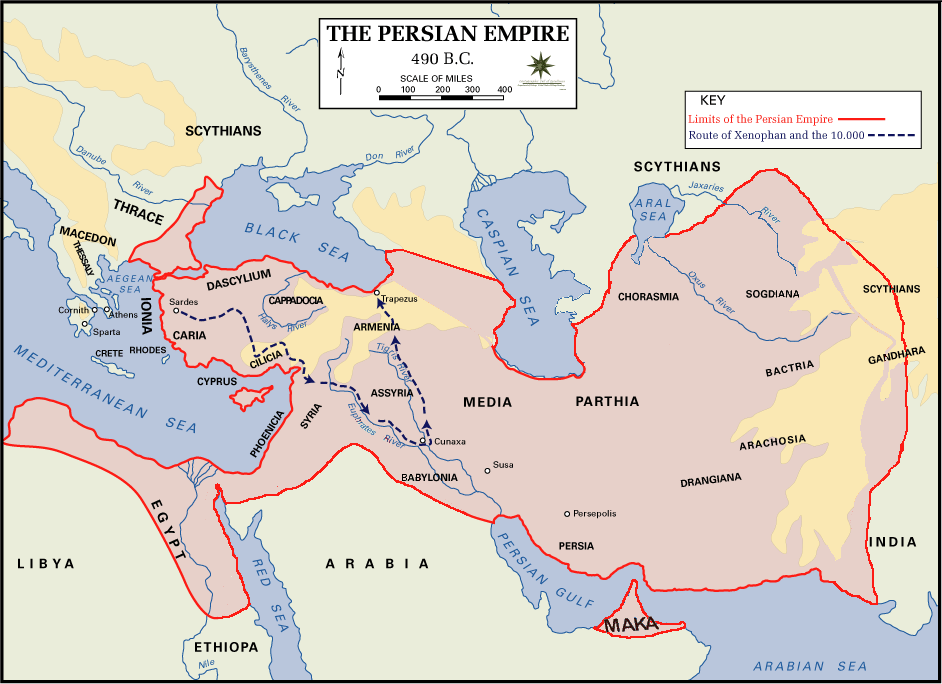
Die Schlacht bei Kunaxa 401 v. Chr. und der Zug der Zehntausend

- 401 v. Chr.: Schlacht bei Kunaxa: Artaxerxes II. siegt am Euphrat über seinen Rivalen Kyros; dabei kämpft auch ein griechisches Hilfskontingent auf Seiten des Kyros, das sich unter der Führung von Xenophon in die Heimat durchschlägt („Zug der Zehntausend“).

### Nordafrika
- 487 v. Chr.: Antipersische Erhebung in Ägypten
- 484 v. Chr.: Die Perser schlagen den ägyptischen Aufstand nieder.

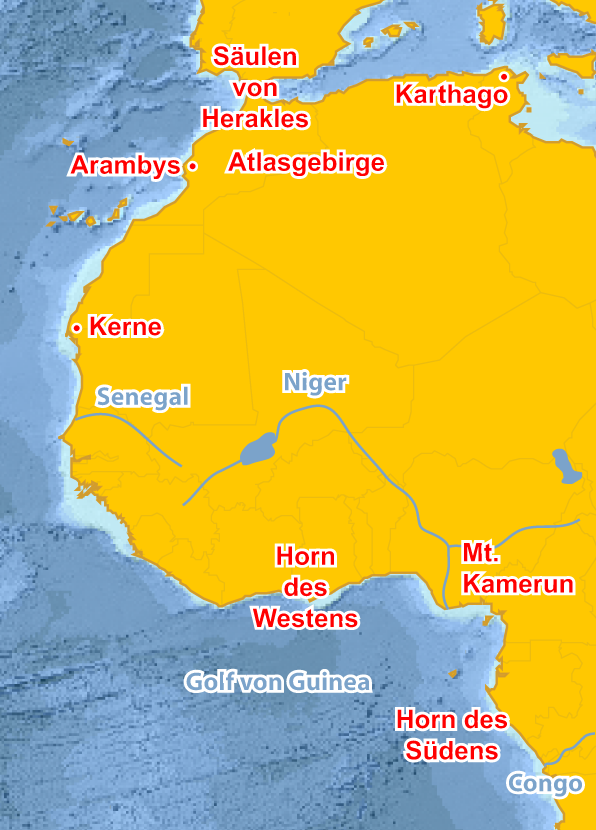
Die Route Hanno des Seefahrers um 470 v. Chr.

- Um 470 v. Chr.: Expedition des karthagischen Generals Hanno bis Senegal.
- Um 450 v. Chr.: Die Karthager erobern die Iberische Halbinsel.

### Sonstiges

#### Indien und Buddhismus

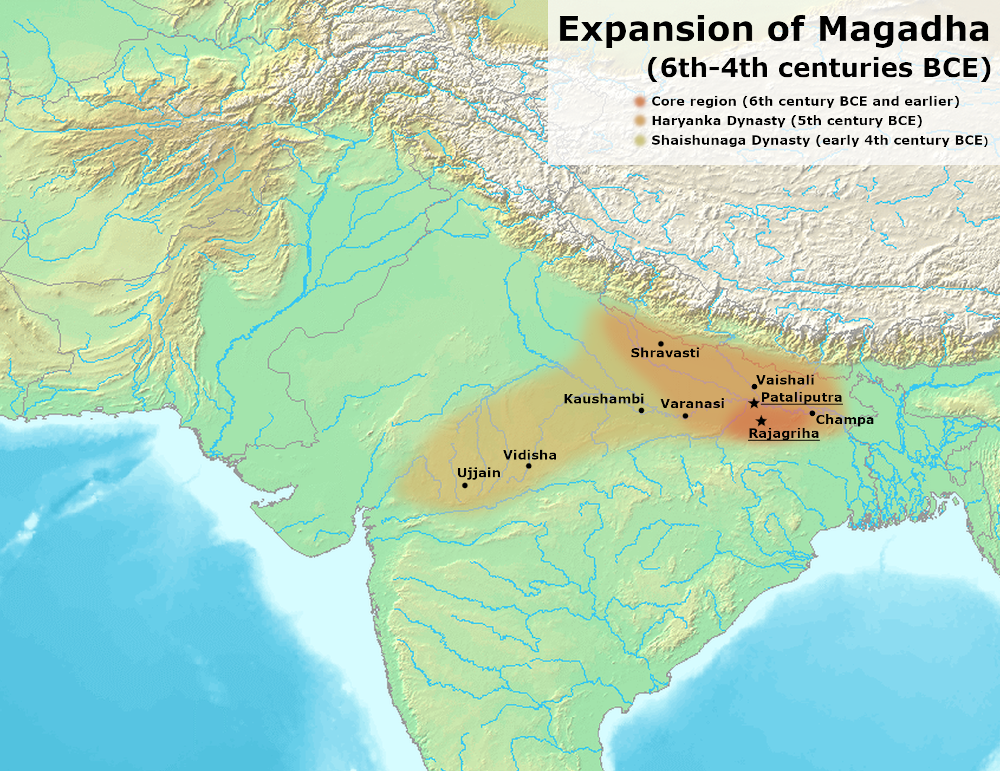
Das Königreich Magadha im 6. bis 4. Jahrhundert v. Chr. und seine territoriale Expansion

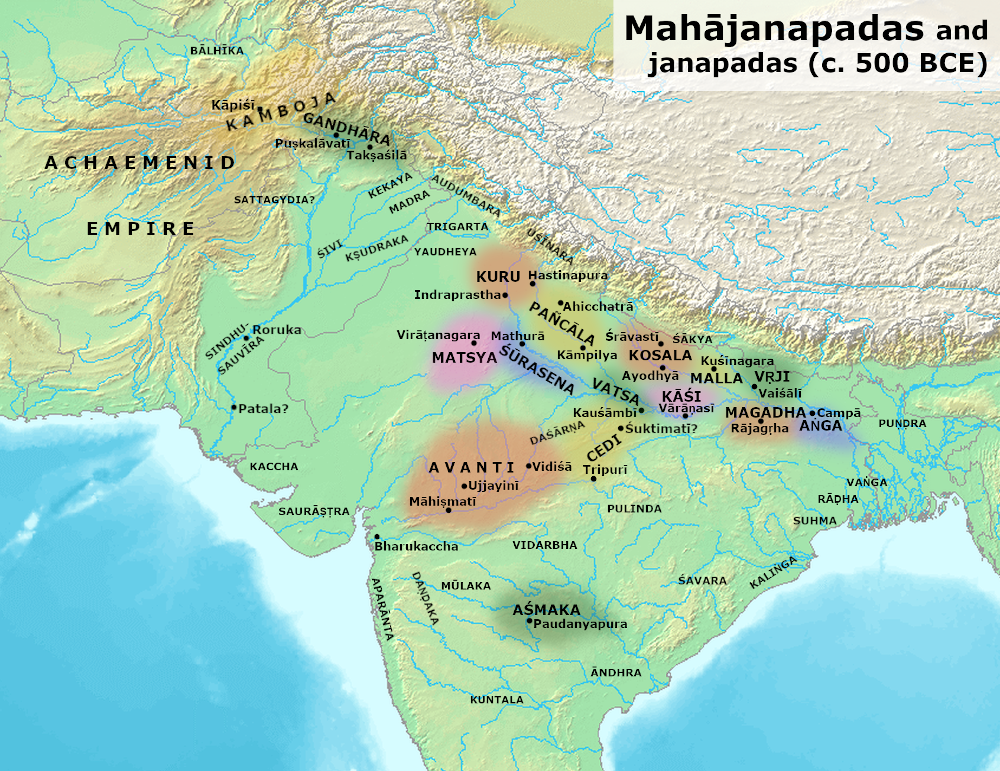
Magadha und andere Mahajanapadas in der Nach-Vedischen-Periode, um 500 v. Chr.

- Indien: Erstes buddhistisches Konzil in Rajagriha; 483 v. Chr. Beginn der buddhistischen Zeitrechnung. So baute König Bimbisara von Magadha im 5. Jahrhundert v. Chr. die Stadt Rajgir zu einer bedeutenden Metropole aus und machte daraus seine Hauptstadt. Buddha Siddhartha Gautama, der mit Bimbisara in freundschaftlicher Verbindung stand, hielt sich wiederholt dort auf. Magadha ist zudem das Ursprungsgebiet des Buddhismus. In Rajagriha fand unter Bimbisaras Sohn und Nachfolger Ajatasattu das zuvor erwähnte erste buddhistische Konzil statt. In dem Königreich liegen ebenfalls die antiken buddhistischen Zentren, wie Bodh-Gaya und Nalanda, von denen aus sich die neue Religion nach dem dritten buddhistischen Konzil auf andere Teile Indiens ausweitete (siehe auch Geschichte des Buddhismus).

#### China und Südostasien
- Kaiserreich China: Formell herrscht noch die Östliche Zhou-Dynastie, der die Macht über ihre Fürstentümer bereits entglitten ist. Ungefähr von den 480ern bis zu den 470ern v. Chr. findet der Übergang von der Zeit der Frühlings- und Herbstannalen zur Zeit der Streitenden Reiche statt.

## Persönlichkeiten

### Geboren
- Um 500 v. Chr.: Phidias
- Um 500 v. Chr.: Perikles, athenischer Staatsmann († 429 v. Chr.)
- Um 497 v. Chr.: Sophokles, griechischer Dramatiker († um 406 v. Chr.)
- 490 v. Chr.: Ion von Chios, vorsokratischer Philosoph und Dramatiker († 421 v. Chr.)
- 490 v. Chr.: Protagoras, griechischer Philosoph († 411 v. Chr.)
- Um 490 v. Chr.: Zenon von Elea, griechischer Philosoph († um 430 v. Chr.)
- Um 490 v. Chr.: Empedokles, griechischer Philosoph († um 430 v. Chr.)
- Um 490 v. Chr.: Phidias, griechischer Bildhauer († um 425 v. Chr.)
- Um 485 v. Chr.: Herodot, griechischer Geschichtsschreiber († um 425 v. Chr.)
- Um 480 v. Chr.: Antiphon von Rhamnus, griechischer Philosoph (Sophist) († 411 v. Chr.)
- Um 480 v. Chr.: Euripides, griechischer Dramatiker († 407 v. Chr.)
- Um 480 v. Chr.: Gorgias von Leontinoi, griechischer Philosoph (Sophist) († 380 v. Chr.)
- Um 470 v. Chr.: Philolaos von Kroton, griechischer Philosoph († 390 v. Chr.)

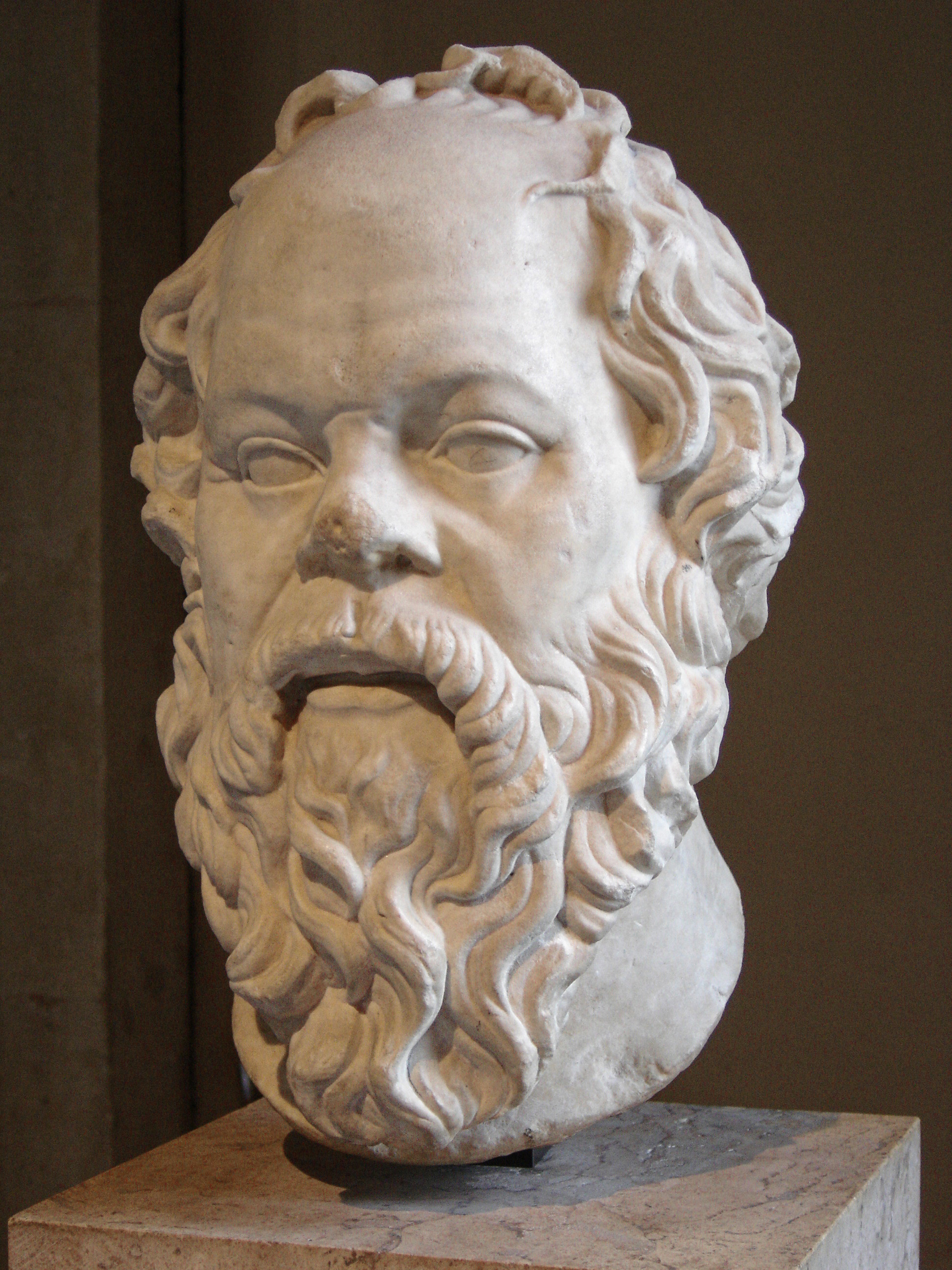
Sokrates

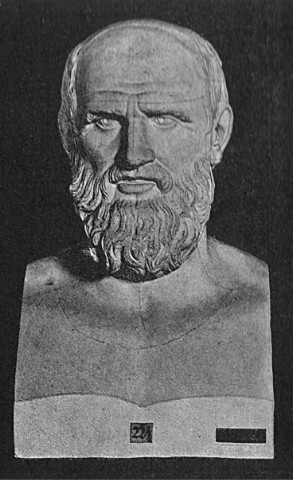
Hippokrates

- 469 v. Chr.: Sokrates, griechischer Philosoph († 399 v. Chr.)
- 460 v. Chr.: Demokrit, griechischer Philosoph († 371 v. Chr.)
- Um 460 v. Chr.: Hippokrates, griechischer Arzt († um 370 v. Chr.)
- 455 v. Chr.: Thukydides, griechischer Geschichtsschreiber († um 400 v. Chr.)
- Um 450 v. Chr.: Alkibiades, griechischer Feldherr († 404 v. Chr.)
- Um 450 v. Chr.: Thrasymachos, griechischer Vorsokratiker (Sophist) aus Chalkedon
- Um 448 v. Chr.: Agathon von Athen, griechischer Tragödiendichter († um 400 v. Chr.)
- Um 445 v. Chr.: Aristophanes, griechischer Satiriker und Komödiendichter († um 385 v. Chr.)
- 436 v. Chr.: Isokrates, griechischer Rhetoriker († 338 v. Chr.)
- Um 435 v. Chr.: Philoxenos von Kythera, griechischer Dithyrambendichter († 380 v. Chr.)
- Um 430 v. Chr.: Dionysios I., Tyrann von Syrakus († 367 v. Chr.)
- 427 v. Chr.: Platon, griechischer Philosoph († um 347 v. Chr.)
- Um 426 v. Chr.: Xenophon, griechischer Schriftsteller und Politiker († 355 v. Chr.)
- Um 418 v. Chr.: Epaminondas, thebanischer Feldherr († 362 v. Chr.)
- Um 411 v. Chr.: Timoleon, griechischer Politiker und Feldherr († nach 337 v. Chr.)
- 410/408 v. Chr.: Eudoxos von Knidos, griechischer Gelehrter († 355/47 v. Chr.)
- 409 v. Chr.: Dion, Tyrann von Syrakus († 354 v. Chr.)
- 408 v. Chr.: Antiphanes, griechischer Komödiendichter († 332 v. Chr.)
- Um 402 v. Chr.: Phokion, athenischer Feldherr († 318 v. Chr.)

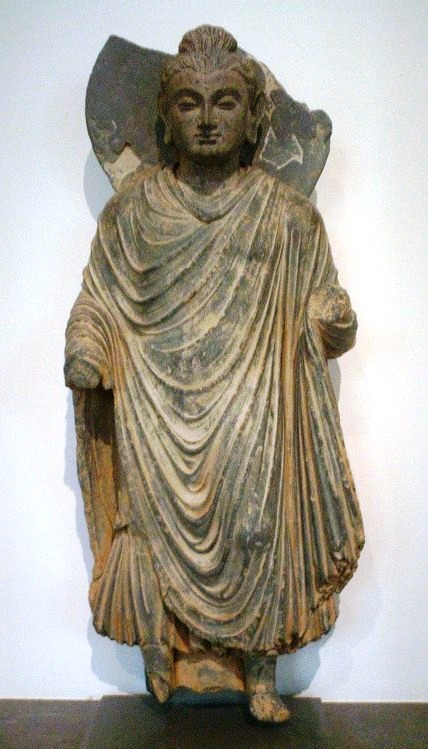
Buddha-Statue, 1. Jahrhundert Gandhara

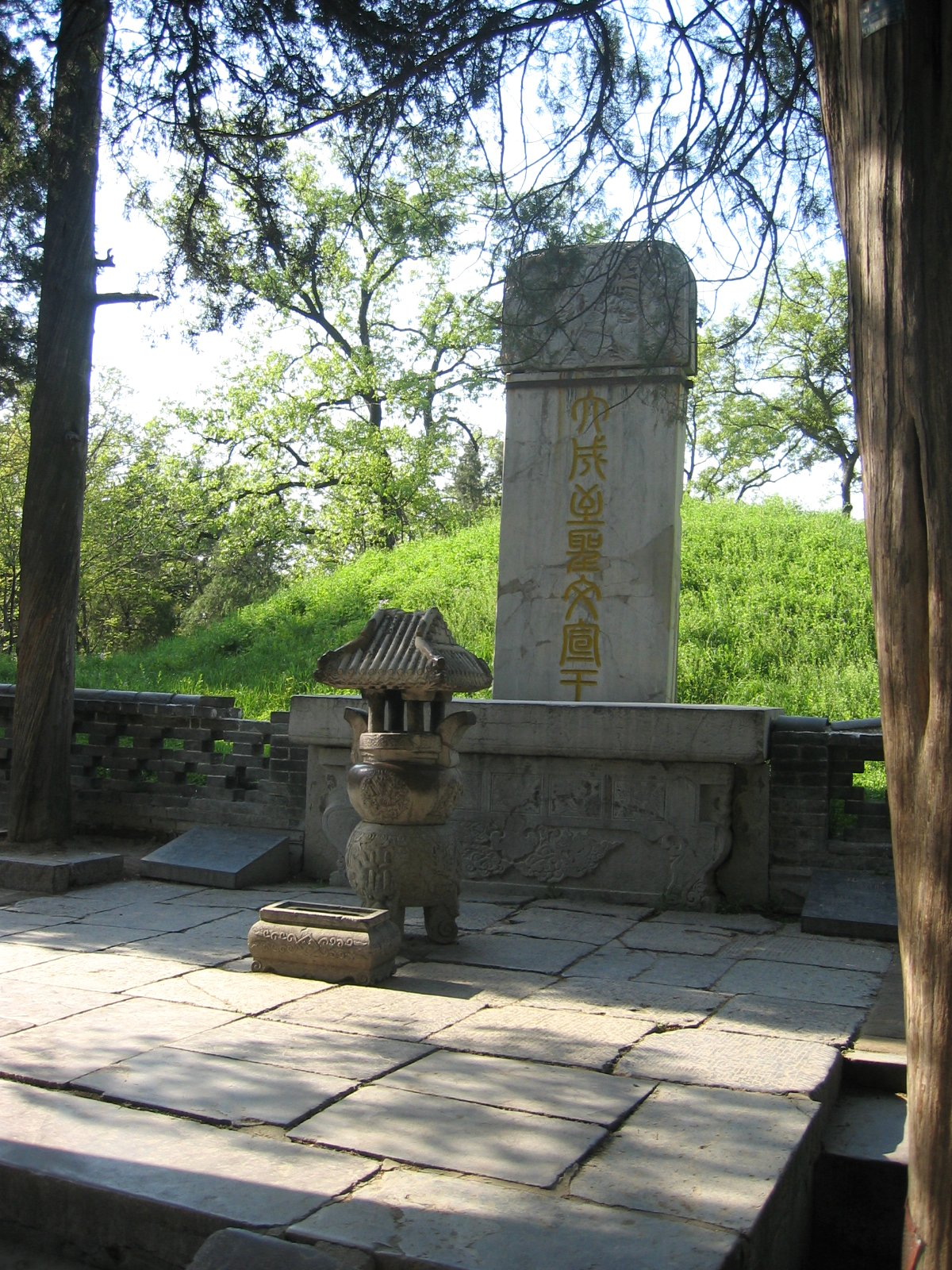
Konfuziusgrab in Qufu

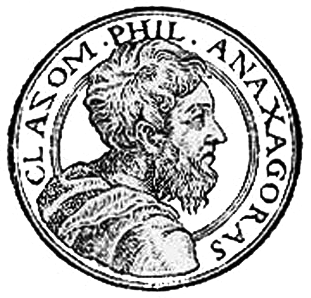
Anaxagoras

### Gestorben
- 497 v. Chr.: Aristagoras, Tyrann von Milet
- 497/496 oder um 475 v. Chr. (Todesjahr unsicher): Pythagoras von Samos, griechischer Gelehrter
- 493 v. Chr.: Histiaios, Tyrann von Milet
- Um 489 v. Chr.: Miltiades der Jüngere, athenischer Feldherr und Staatsmann (* um 550 v. Chr.)
- 486 v. Chr.: Dareios I., persischer König und Neuorganisator des persischen Großreichs
- 483 v. Chr.: Siddhartha Gautama, Religionsstifter des Buddhismus aus Süd-Nepal/Nord-Indien (* 563 v. Chr.)
- 480 v. Chr.: Leonidas I., spartanischer Feldherr
- Um 480/75 v. Chr.: Heraklit, griechischer Philosoph (* um 540/535 v. Chr.)
- 479 v. Chr.: Konfuzius, chinesischer Philosoph (* 551 v. Chr.)
- 479 v. Chr.: Mardonios, persischer Feldherr und Schwiegersohn Dareios I.
- Um 470 v. Chr.: Xenophanes, griechischer Philosoph und Dichter (* um 570 v. Chr.)
- 468/467 v. Chr.: Simonides von Keos, griechischer Dichter (* 557/556 v. Chr.)
- 467 v. Chr.: Aristeides von Athen, „der Gerechte“, athenischer Staatsmann (* um 550 v. Chr.)
- 465 v. Chr.: Xerxes I., persischer König (* um 519 v. Chr.)
- 461 v. Chr.: Ephialtes, athenischer Politiker
- Um 460 v. Chr.: Themistokles, griechischer Feldherr (* um 525 v. Chr.)
- Um 460 v. Chr.: Epicharmos, griechischer Philosoph, Komödienschreiber und Arzt (* um 540 v. Chr.)
- 456 v. Chr.: Aischylos, griechischer Dichter (* 525 v. Chr.)
- 449 v. Chr.: Kimon, athenischer Politiker und Feldherr (* um 510 v. Chr.)
- Um 445 v. Chr.: Pindar, griechischer Dichter (* 522 oder 518 v. Chr.)
- Um 432 v. Chr.: Phidias
- Um 430 v. Chr.: Empedokles, griechischer Philosoph (* um 490 v. Chr.)
- Um 430 v. Chr.: Zenon von Elea, griechischer Philosoph (* um 490 v. Chr.)
- 429 v. Chr.: Perikles stirbt während des Peloponnesischen Krieg an der Pest (* um 500 v. Chr.)
- 428 v. Chr.: Anaxagoras, griechischer Philosoph (* um 500 v. Chr.)
- Um 425 v. Chr.: Phidias, griechischer Bildhauer (* um 490 v. Chr.)
- Um 425 v. Chr.:  Herodot, griechischer Geschichtsschreiber (* um 485 v. Chr.)
- 423 v. Chr.: Xerxes II., persischer König
- 422 v. Chr.: Kleon, athenischer Politiker
- 422 v. Chr.: Brasidas, spartanischer Heerführer
- 421 v. Chr.: Ion von Chios, vorsokratischer Dichter und Dramatiker (* 490 v. Chr.)
- 414 v. Chr.: Marcus Postumius Regillensis, römischer Militärtribun
- 413 v. Chr.: Nikias, athenischer Politiker und Feldherr
- 411 v. Chr.: Antiphon von Rhamnus, griechischer Philosoph (Sophist) (* um 480 v. Chr.)
- 411 v. Chr.: Protagoras, griechischer Philosoph (* 490 v. Chr.)
- 406 v. Chr.: Euripides, griechischer Dramatiker (* um 480 v. Chr.)
- 405 v. Chr.: Sophokles, griechischer Dramatiker (* um 497 v. Chr.)
- 404 v. Chr.: Kleophon, athenischer Politiker
- 404 v. Chr.: Alkibiades, griechischer Feldherr (* um 450 v. Chr.)
- 404 v. Chr.: Theramenes, athenischer Politiker
- 403 v. Chr.: Kritias, athenischer Politiker und Sophist

## Erfindungen und Entdeckungen
- Herodot (* 485 v. Chr.; † 425 v. Chr.) berichtet von der optischen Signalübertragung durch Feuerzeichen bei den Persern.
- Demokrit (* 460 v. Chr.; † 371 v. Chr.) postuliert die Existenz von Atomen als kleinste und unteilbare Teilchen, aus denen alle Materie zusammengesetzt ist.
- Im Peloponnesischen Krieg (431 v. Chr. bis 404 v. Chr.) werden militärische Geheimbotschaften mit Hilfe der Skytale verschlüsselt.

## Kultur
- 406 v. Chr.: Euripides schreibt das Drama Die Bakchen